# Заслуженный юрист Республики Беларусь
«Заслуженный юрист Республики Беларусь» (бел. Заслужаны юрыст Рэспублікі Беларусь) — почётное звание в Республике Беларусь. Присваивается по распоряжению Президента Республики Беларусь профессиональным юристам за развитие юридических наук, безупречную деятельность и профессиональные заслуги.

## Порядок присваивания

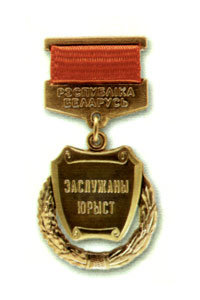
Изображение награды до 2020 года

Присваиванием почётных званий Республики Беларусь занимается Президент Республики Беларусь, решение о присвоении оформляется его указами. Государственные награды (в том числе почётные звания) вручает лично Президент либо его представители. Присваивание почётных званий Республики Беларусь производится на торжественной церемонии, государственная награда вручается лично награждённому, а в случае присваивания почётного звания выдаётся и свидетельство. Лицам, удостоенным почётных званий Республики Беларусь, вручают нагрудный знак.

## Требования
Почетное звание «Заслуженный юрист Республики Беларусь» присваивается юристам — работникам государственных органов, адвокатуры, учреждений образования, научно-исследовательских и других организаций — трудящимся не менее 15 лет и имеющим большие заслуги в обеспечении сохранения законности и укреплении правопорядка, защите прав и законных интересов граждан, формировании правового государства, развитии юридических наук, подготовке законодательных и иных нормативных правовых актов Республики Беларусь.